# ニコラス・アントニオ・デ・アレドンド

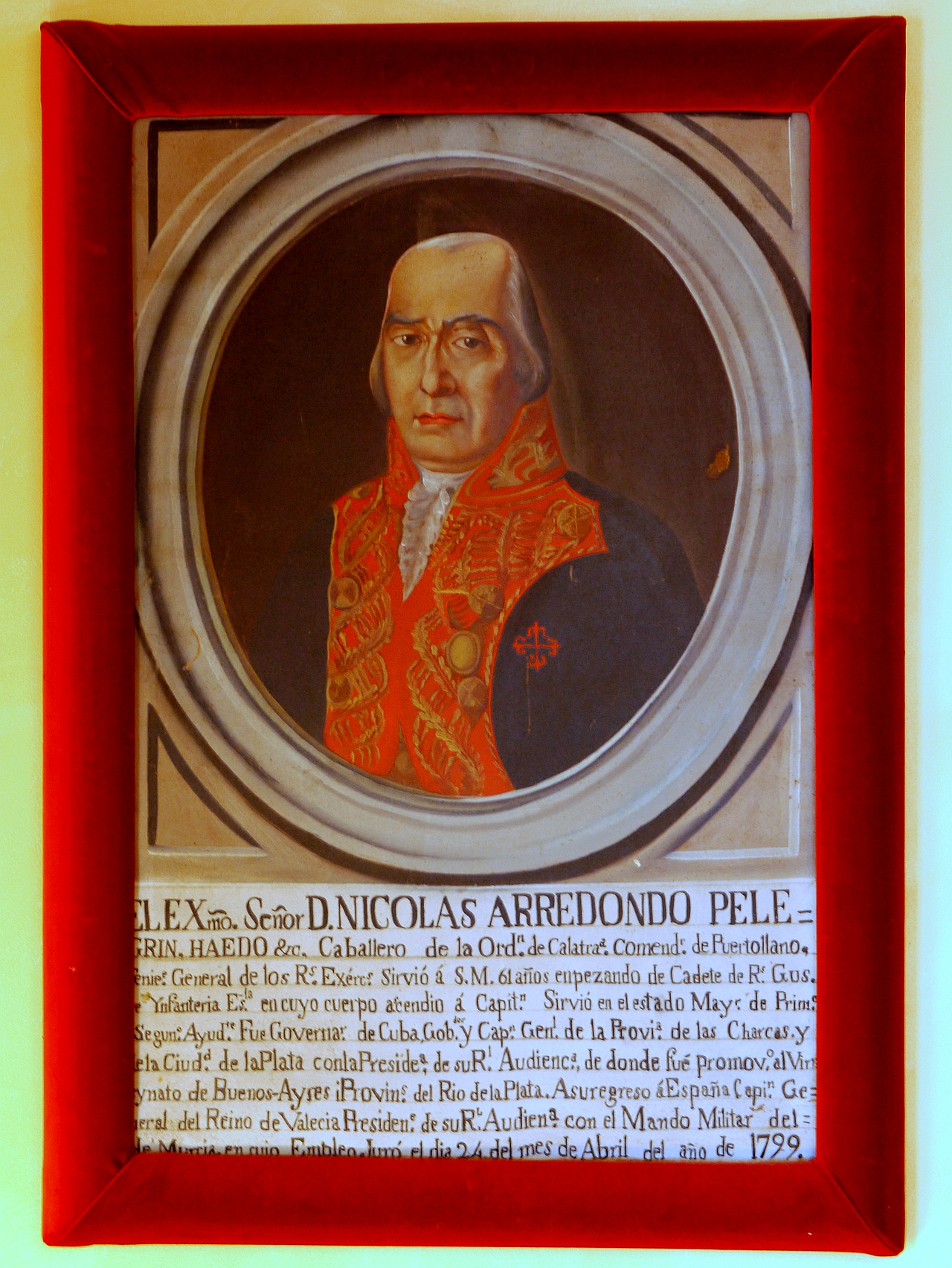
Nicolás Antonio de Arredondo

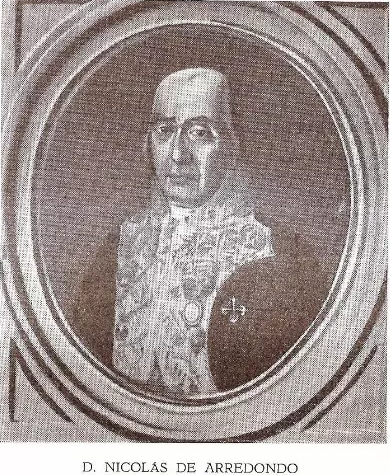
Nicolás Antonio de Arredondo

ニコラス・アントニオ・デ・アレドンド（Nicolás Antonio de Arredondo, 1740年4月17日 - 1802年4月4日）は、スペインの政治家、軍人、リオ・デ・ラ・プラタ副王領の第4代副王。1789年12月4日から1795年3月16日までリオ・デ・ラ・プラタ副王を勤めた。